# Carl Naibo
Carl Ludovic Naibo (* 17. August 1982 in Villeneuve-sur-Lot) ist ein ehemaliger französischer Radrennfahrer.
Naibo begann seine Karriere 2005 bei dem französischen UCI Continental Team Bretagne-Jean Floc’h. Er machte auf sich aufmerksam, als er eine Etappe sowie die Gesamtwertung der Tour de l’Ain für sich entschied. Wenig später gewann er eine Etappe bei der Tour de l’Avenir. 2006 wurde er Mitglied beim französischen ProTeam Ag2r Prévoyance. Er nahm im Mai am Giro d’Italia teil und beendete diesen als Letzter im Gesamtklassement, im Jahr darauf belegte er Platz 53 in der Gesamtwertung.

## Palmarès
2005
- Tour de l’Ain
- eine Etappe Tour de l’Avenir

2010
- Tour du Tarn-et-Garonne

## Teams
- 2005 Bretagne-Jean Floc’h
- 2006 Ag2r Prévoyance
- 2007 Ag2r Prévoyance
- 2008 Continental Team Differdange